# Bukówek
Bukówek (do 1945 niem. Buchwald) – wieś w Polsce położona w województwie dolnośląskim, w powiecie średzkim, w gminie Środa Śląska.
W miejscowości był przystanek kolejowy Bukówek.
W latach 1945–1954 siedziba gminy Bukówek. W latach 1954–1972 wieś należała i była siedzibą władz gromady Bukówek. W latach 1975–1998 miejscowość administracyjnie należała do województwa wrocławskiego. Obecna nazwa została administracyjnie zatwierdzona 12 listopada 1946.

## Zabytki
Do wojewódzkiego rejestru zabytków wpisane są:
- kościół filialny pw. św. Jerzego, późnogotycki z XV wieku, przebudowany w XVIII w.
- kościół ewangelicki pw. Świętej Trójcy, z 1871 r.
- cmentarz

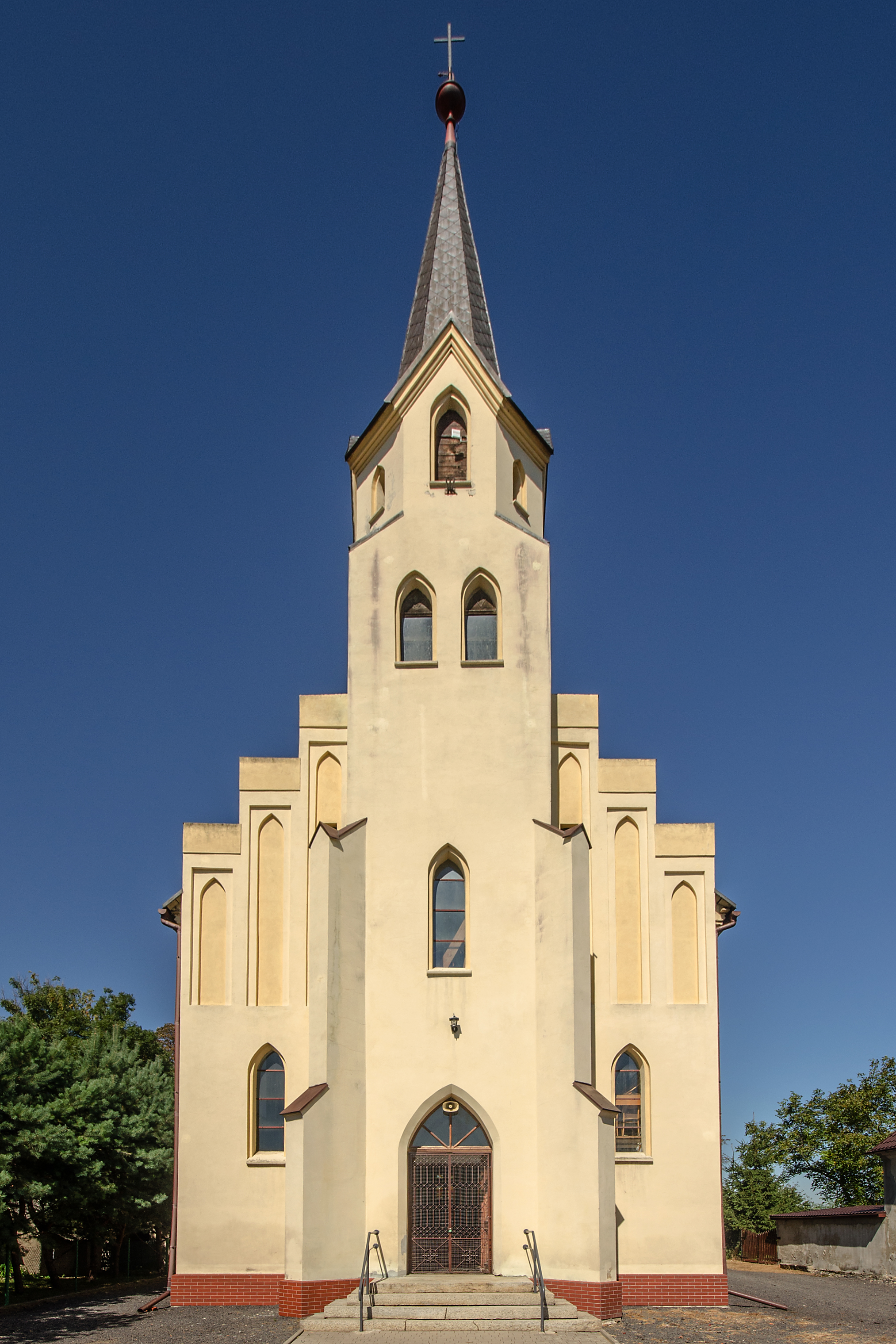
Kościół Świętej Trójcy
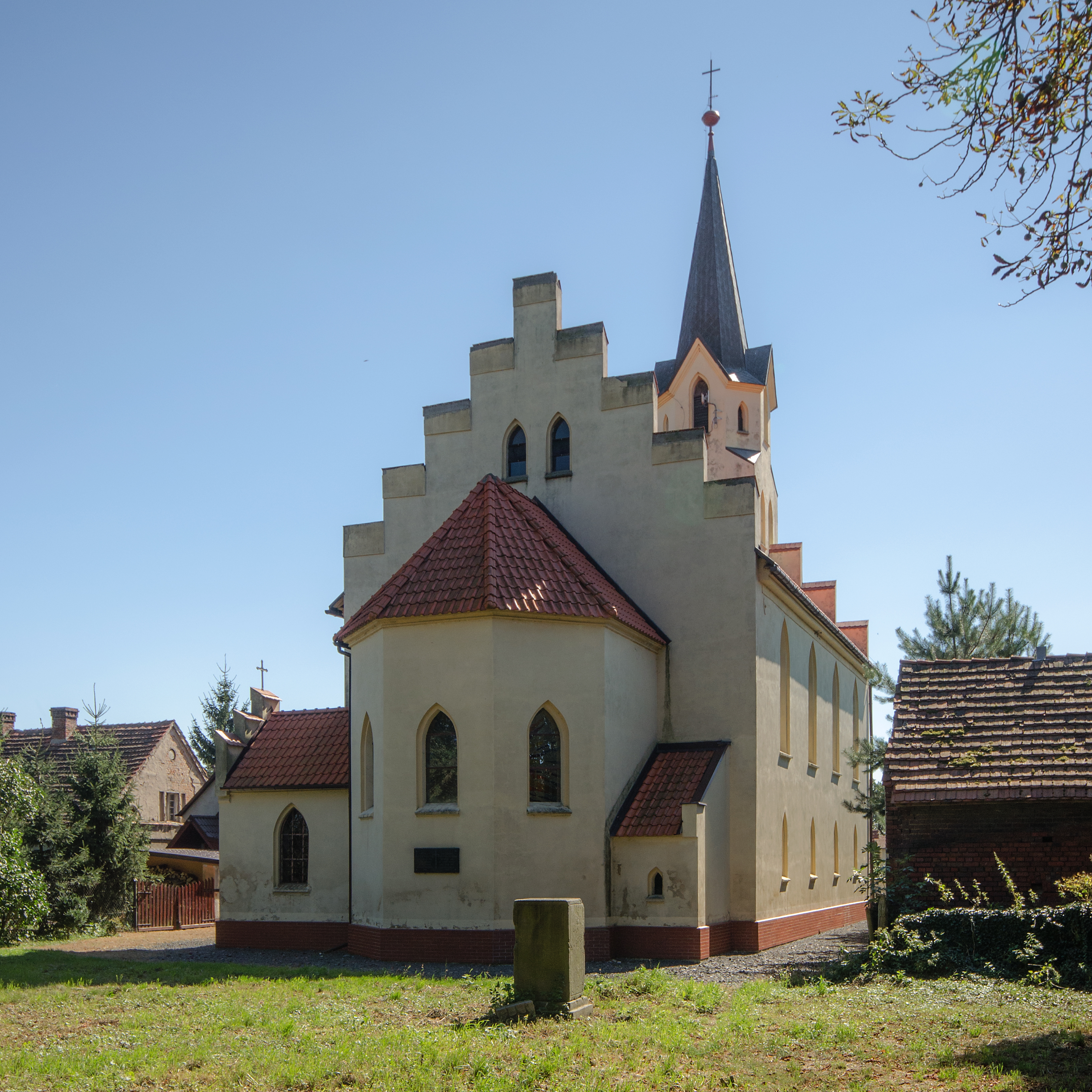
Kościół Świętej Trójcy
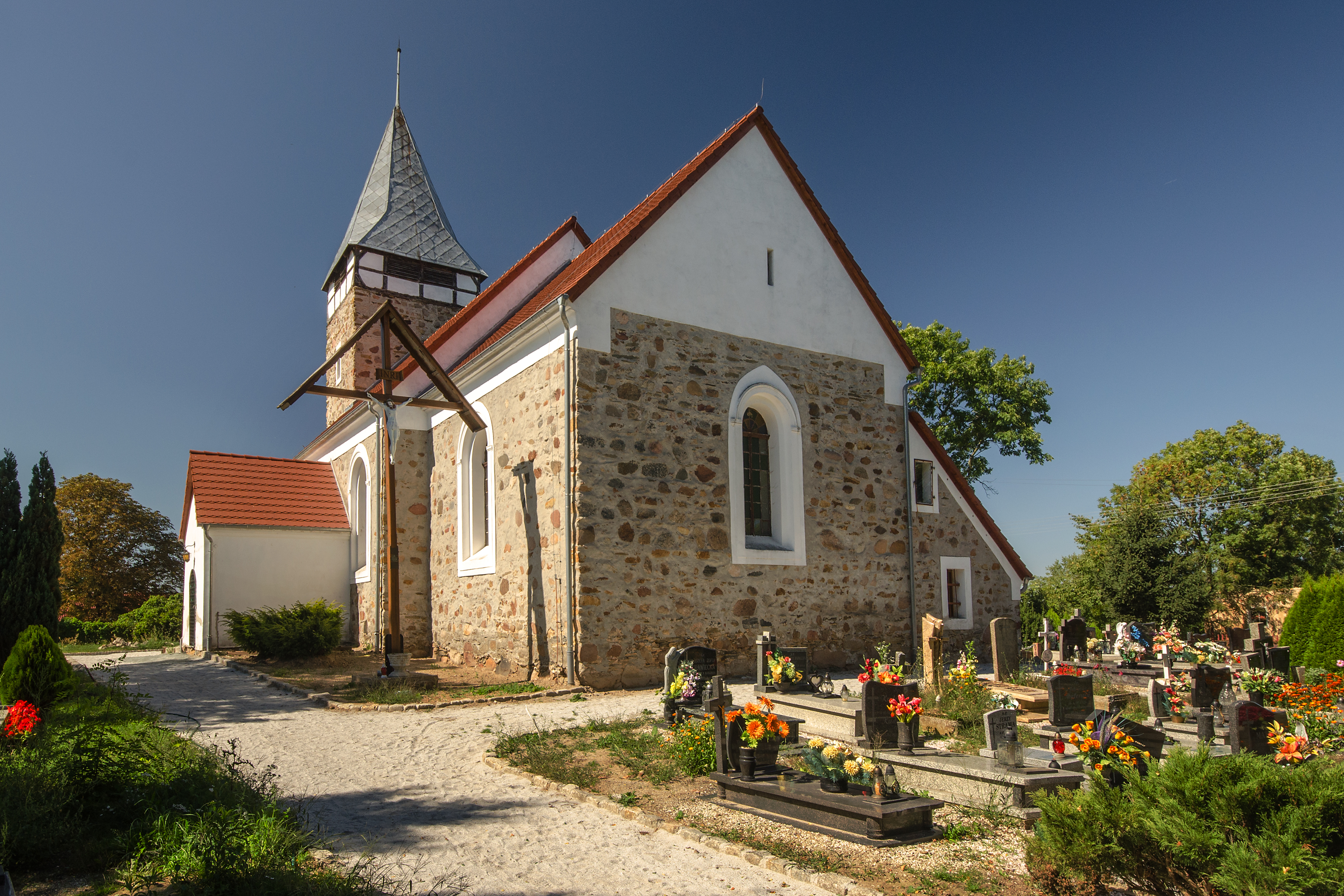
Kościół św. Jerzego